# Yên Vũ Thành vương
Yên Vũ Thành vương (chữ Hán: 燕武成王; trị vì: 271 TCN-258 TCN), là vị vua thứ 42 hoặc 43 của nước Yên - chư hầu nhà Chu trong lịch sử Trung Quốc.
Sử kí-Yên thế gia không ghi rõ thân thế thực sự của Vũ Thành vương cũng như quan hệ giữa ông với vua trước Yên Huệ vương. Năm 271 TCN, tướng quốc nước Yên là Công Tôn Tháo giết chết Huệ vương rồi lập Vũ Thành vương lên ngôi.
Năm 265 TCN, tướng Điền Đan nước Tề đem quân hợp quân với nước Triệu đánh Yên, chiếm vùng Trung Dương  của Yên.
Năm 259 TCN, nhân nước Triệu thảm bại trong trận Trường Bình, Yên Vũ Thành vương dụ dỗ vũ viên lệnh ở phía bắc của Triệu là Phó Báo, Vương Dung, Tô Xạ dẫn người sang hàng Yên.
Năm 258 TCN, Vũ Thành vương qua đời. Ông làm vua 13 năm. Con ông là Yên Hiếu vương lên kế vị.